# Nannotrigona
Nannotrigona é um gênero de abelha sem ferrão presente do México até toda a América do sul em sua parte tropical e subtropical. Existem por volta de 500 espécies de abelhas sem ferrão no mundo catalogadas em diversos gêneros diferentes. Muitas espécies ainda não foram descobertas e outras estão passando por revisões para reenquadrá-las como novas espécies ou pertencentes a outros gêneros.
Existem até o momento 11 espécies de Nannotrigona catalogadas, são elas:
| Gênero       | Espécie                     | Nome popular (se tiver)    |
| Nannotrigona | Nannotrigona chapadana      | iraí                       |
| Nannotrigona | Nannotrigona dutrae         | Nannotrigona dutrae        |
| Nannotrigona | Nannotrigona melanocera     | Nannotrigona melanocera    |
| Nannotrigona | Nannotrigona minuta         | Nannotrigona minuta        |
| Nannotrigona | Nannotrigona punctata       | Nannotrigona punctata      |
| Nannotrigona | Nannotrigona testaceicornis | iraí                       |
| Nannotrigona | Nannotrigona schultzei      | Nannotrigona schultzei     |
| Nannotrigona | Nannotrigona camargoi       | Nannotrigona camargoi      |
| Nannotrigona | Nannotrigona mellaria       | Nannotrigona mellaria      |
| Nannotrigona | Nannotrigona perilampoides  | Nannotrigona perilampoides |
| Nannotrigona | Nannotrigona tristella      | Nannotrigona tristella     |